# Vahl Tamás
Vahl Tamás (Budapest, 1961. szeptember 18. –) magyar üzletember, számítástechnikai szakember, a Nav N Go Kft. nevű navigációs szoftvereket fejlesztő cég ügyvezető igazgatója.
2009. április 14-től a nemzeti fejlesztési és gazdasági miniszteri poszt várományosa volt az e napon felesküdött Bajnai Gordon miniszterelnök felálló kormányában, de két nappal később, parlamenti meghallgatását megelőzően visszalépett a jelöltségtől.

## Pályája
Gyermekkorának egy részét Németországban töltötte, de Magyarországon érettségizett és a Külkereskedelmi Főiskolán szerzett diplomát.
A főiskola után a Metrimpexnél dolgozott, majd a Konsumex, később a Medicor üzletkötője volt. Még később a német Siemens gyártotta hardverek és szoftverek értékesítője volt a Sicontact nevű cégnél, amely utóbb Siemens Kft.-vé alakult át.
1991-től a Berliner Bank számítástechnikai leányvállalata magyar képviseletének a vezetője volt. 1993-tól az IBM hazai leánycégénél az ipari, kereskedelmi és szolgálató cégeket célzó értékesítés vezetője volt. Két év múlva a Hewlett-Packard (HP) leányvállalatának kereskedelmi igazgatója lett.
1999-től az alig egy évvel korábban alapított magyarországi SAP leányvállalat kereskedelmi igazgatója, majd (2000. július 1-től) ügyvezető igazgatója. 2007 júliusában közös megegyezéssel távozott az SAP-tól, amely a megelőző évben 25 százalékos forgalombővülést ért el. (De az év végéig még tanácsadóként segítette a céget.) Belépésétől távozásáig a 40-fős cégből mintegy 450 embert alkalmazó vállalat lett.
2008 februárjában a hazai tanácsadói piac egyik vezetőjéhez, a magyar tulajdonú AAM Tanácsadó Zrt.-hez igazolt üzletfejlesztési igazgatónak. 2008 decembere óta a Nav N Go vezetője.

## A politikában
Az Orbán Viktor vezette kormány idején, 2000 tavaszán, az Informatikai Kormánybiztosi Hivatal létrehozásakor Stumpf István akkori kancelláriaminiszter informatikai kormánybiztosnak kérte fel Vahlt, de ő nem vállalta.
2009. április 15-én, egy nappal azután, hogy Bajnai Gordon új miniszterelnök gazdasági miniszter jelöltjeként nevezte meg Vahlt, a Magyar Nemzetben cikk jelent meg arról, hogy a Vahl Tamás vezetése alatt álló SAP Hungary informatikai vállalatot több alkalommal is kartellezésben találta vétkesnek a Gazdasági Versenyhivatal (GVH). Másfél milliárd forint bírságot szabtak ki 2004-ben az IBM-re, a SAP Hungary és az ISH Kft.-re, amiért kartellbe tömörülve nyerték meg egyetemek informatikai közbeszerzéseit. A vállalatok bíróságon támadták meg a GVH döntését, jogerős ítélet azonban azóta sem született. Ezt követően a Transparency International nemzetközi civil szervezet magyarországi irodája nyílt levélben kérte a miniszterelnököt, hogy vegye figyelembe a GVH döntéseit. Vahl, miután a sajtóban megjelentek a kartellezéséről szóló hírek, április 16-án reggel a parlamenti meghallgatásának kezdete előtt Podolák György szocialista képviselőn keresztül bejelentette: visszalép a gazdasági miniszteri megbízatás vállalásától.

## Társadalmi megbízatásai
- 2007-től 2011-ig a legnagyobb magyarországi bilaterális érdekképviseleti szervezet, a Német-Magyar Ipari és Kereskedelmi Kamara (DUIHK) elnöke. (Straub Eleket váltotta.) (A kamara alapszabályának megfelelően két elnöki periódus után nem indulhatott újra a tisztségért.)[11]

Jelenleg a Német-Magyar Ipari és Kereskedelmi Kamara tanácsadó testületének tiszteletbeli tagja.
- Korábban az Informatikai Vállalkozások Szövetsége elnökségi tagja.
- Tagja volt a Neumann János Számítástechnikai Társaság elnökségének.

## Kitüntetései
- 2005 - a Magyar Köztársasági Érdemrend lovagkeresztje (az ország informatikai infrastruktúrájának fejlesztéséért).

## Magánélete
Sportol, sok sportágat kipróbált. Rendszeresen fut (többször lefutotta a maratoni távot), jégkorongozik, sífut, kajakozik, de autóversenyző is volt.
Elvált, 2 gyermek apja.